# Нажмудинов, Магомед Насрудинович
Магомед Насрудинович Нажмудинов (14 января 1990 года) — российский дзюдоист, призёр чемпионатов России, мастер спорта России международного класса.

## Карьера
В 2007 году окончил ЦО «Самбо-70». В настоящее время — спортсмен-инструктор ЦО «Самбо-70». Тренеры — Заслуженные тренеры России Д. С. Жиляев и М. Ю. Коробейников. Победитель первенств России, Европы и мира по дзюдо среди юниоров и юношей.
- Чемпион молодёжной Спартакиады России по самбо и дзюдо (2010);
- Чемпионат России по дзюдо 2010 года — ;
- Чемпионат России по дзюдо 2011 года — ;
- Чемпионат России по дзюдо 2014 года — .